# 街头顽童 (电影)
《街头顽童》（英語：Urchin）是2025年上映的英国剧情片，为英国演员哈里斯·迪金森的导演处女作，法蘭克·迪蘭主演。电影入选第78屆坎城影展“一種注目”单元，2025年5月17日首映。

## 梗概
讲述一名流浪者艰难融入社会的经历。

## 演员
- 法蘭克·迪蘭 饰 麦克（Mike）
- 梅根·诺瑟姆（英语：Megan Northam）
- 阿瑪·威克
- 卡琳娜·希姆丘克（Karyna Khymchuk）
- 肖娜·玛丽（Shonagh Marie）

## 制片

### 开发
电影为哈里斯·迪金森的导演处女作，由迪金森和阿奇·皮尔奇（Archie Pearch）联合创办的Devisio Pictures制片。据迪金森介绍，这部电影聚焦心理健康和“陷入困境的人”，“展现体制在某些层面辜负民众”。电影获得英国电影协会电影制作基金会支持。

### 演员
电影由法蘭克·迪蘭领先，梅根·诺瑟姆、阿瑪·威克、卡琳娜·希姆丘克（Karyna Khymchuk）、肖娜·玛丽（Shonagh Marie）参演。

### 摄制
主体拍摄于2024年6月在轮渡启动。2025年1月，迪金森在帝國雜誌播客节目中确认电影进入后期制作阶段。